# Pinacodera atripennis
Pinacodera atripennis är en skalbaggsart som beskrevs av Horn. Pinacodera atripennis ingår i släktet Pinacodera och familjen jordlöpare. Inga underarter finns listade i Catalogue of Life.